# Una mare contra George Bush
Una mare contra George Bush (alemany: Rabiye Kurnaz gegen George W. Bush) és una pel·lícula biogràfica alemanya-francesa de 2022 dirigida per Andreas Dresen que es va estrenar al 72è Festival Internacional de Cinema de Berlín el 12 de febrer de 2022. Es basa en la història real de Murat Kurnaz, un jove alemany d'ascendència turca, que va ser detingut il·legalment al centre de detenció de Guantánamo l'any 2001, i la batalla legal de la seva mare pel seu alliberament. S'ha doblat i subtitulat al català.